# 博利吉 (阿拉巴马州)
博利吉（英文：Boligee），是美国阿拉巴马州下属的一座城市。面积约为3.95平方英里（约合10.23平方公里）。根据2010年美国人口普查，该市有人口328人，人口密度为83.04/平方英里（约合32.06/平方公里）。